# 東京都立橘高等学校
東京都立橘高等学校（とうきょうとりつ たちばなこうとうがっこう）は、東京都墨田区立花四丁目に位置する都立高等学校。キャリア教育を特色に謳っている。

## 沿革
- 1938年 - 東京市立向島工業学校が開校。
- 2007年 - 東京都立向島工業高等学校と東京都立向島商業高等学校が発展的に統合し、東京都立橘高等学校として、旧･都立向島工業高校の跡地に開校。
- 2010年 - 第1回卒業証書授与式を行う。

## 学科・教育課程
- 学科：産業科
- 全日制3年
- 定時制4年
  - 三修制という、2年次・3年次にそれぞれ4年次の授業を行うことによって、3年で卒業できる制度がある。

## 学校行事
- 4月 - 入学式
- 5月 - 体育祭
- 6月 - 宿泊防災訓練(1)
- 7月 - 期末考査
- 9月 - 始業式
- 10月 -中間考査
- 11月 - 文化祭（橘祭）
- 12月 -終業式
- 1月 -修学旅行(2)
- 2月 -インターンシップ
- 3月 - 卒業式

## 交通
- 東武亀戸線 東あずま駅から徒歩約5分。
- JR総武線 平井駅から徒歩約12分。